# Keissleriella cladophila
Keissleriella cladophila är en svampart som först beskrevs av Niessl, och fick sitt nu gällande namn av Corbaz 1957. Keissleriella cladophila ingår i släktet Keissleriella och familjen Massarinaceae.  Arten är reproducerande i Sverige. Inga underarter finns listade i Catalogue of Life.